# Хаварна (Ботошани)
Хаварна (рум. Havârna) насеље је у Румунији у округу Ботошани у општини Хаварна. Oпштина се налази на надморској висини од 131 m.

## Становништво
Према подацима из 2002. године у насељу је живело 5100 становника, од којих су сви румунске националности.

### Хронологија
| Година       | 1992 | 1993 | 1994 | 1995 | 1996 | 1997 | 1998 | 1999 | 2000 | 2001 | 2002 | 2003 | 2004 | 2005 | 2006 | 2007 | 2008 | 2009 | 2010 | 2011 | 2012 | 2013 | 2014 | 2015 | 2016 | 2017 |
| ------------ | ---- | ---- | ---- | ---- | ---- | ---- | ---- | ---- | ---- | ---- | ---- | ---- | ---- | ---- | ---- | ---- | ---- | ---- | ---- | ---- | ---- | ---- | ---- | ---- | ---- | ---- |
| Становништво | 5870 | 5799 | 5720 | 5652 | 5572 | 5509 | 5427 | 5417 | 5462 | 5472 | 5460 | 5401 | 5342 | 5290 | 5265 | 5190 | 5142 | 5083 | 5021 | 4988 | 4927 | 4863 | 4787 | 4730 | 4630 | 4559 |